# Emilio Buendía
Emilio Buendía Moreno, más conocido como Emilio Buendía (5 de septiembre de 1992 en Jaén, España) es un jugador de fútbol sala, que actualmente juega como pívot en el Real Betis Futsal que milita en la primera división de la lnfs

## Biografía
Jugador de fútbol sala criado en Jaén. Inició su carrera en la cantera del Jaén FS, donde ya destacó sus facultades como pívot.
Más tarde fue fichado por el otro conjunto de la capital jiennense: CD Jaén Clima.
Buendía debutó como profesional con Catgas Energía Santa Coloma en la temporada 2011/12, donde solamente estuvo una temporada para volver a Jaén FS, donde permaneció 4 temporadas en las que ganó la Copa de España 2015 además de ser elegido jugador revelación esa misma campaña.
Actualmente es jugador del software DELSOL mengibar que milita en la segunda división de la lnfs

## Trayectoria
- 2011-2012: Catgas Energia Santa Coloma
- 2012-2016: Jaén FS
- 2016-2018: Levante UD DM
- 2018 -: Software DELSOL Mengíbar
- 2019 Actualidad  Real Betis Balompié

## Palmarés
- Copa de España (1):  2015.
- Subcampeón de Supercopa de España (1): 2015.
- Copa Diputación de Jaén (1):  2015.

### Logros
- MVP del Campeonato de España Sub-19 de Fútbol Sala de 2011[1]
- Jugador revelación 2015, entregado por la Liga Nacional de Fútbol Sala.
- Ascenso a Primera División (1): 2012/13.